# Novai Gábor
Novai Gábor becenevén Nova (Budapest, 1949. február 13. –) magyar énekes, basszusgitáros, basszus-balalajkás, zeneszerző, szövegíró, producer, menedzser.

## Pályafutása
1963-ban alapította első első iskolai zenekarát, a Vadóc együttest, melynek első szerzeménye „Nem futok én utánad” Mátrai Zsuzsa előadásában.
1967-ben együttese, a Saturnus a Tóth tánciskola szombatonként fellépő állandó zenekara.
1968-ban a Rangers, később Corvina a Ki mit tud? vetélkedőn második helyezést ért el, ezzel országos népszerűségre tettek szert.
1969-ben, a kötelező katonai szolgálat alatt elkészül az első nagylemez demo anyaga.
1971-ben rövid ideig a ZéGé együttes tagjaként, Várkonyi Mátyással, Révész Sándorral, Kis Andrással zenélt különböző klubokban, majd a Generál alapító tagja, dalszerzője, basszusgitárosa lett. Társai Révész Sándor, Karácsony János, Reck Lajos, Ákos István voltak. Később csatlakozott az együtteshez Várkonyi Mátyás is.
1972-ben ismét részt vettek a Ki mit tud?-on, amelyet a Lehajtott fejjel és a Kövér a nap című dalaival megnyertek. Ebben az évben sikert sikerre halmoztak. Elnyerték a Táncdalfesztivál közönségdíját. A Ki mit tud?-on aratott győzelem elindította a Generál együttest a hazai és a külföldi koncert sikerek felé. Ebben az időben a Kelet-európai országok kulturális egyezménye alapján több száz koncertet játszott a Generál az NDK, Lengyelország illetve a Szovjetunió koncertszínpadjain. Közben 1973-ban megjelenik Staféta címmel az első nagylemezük, ami berobbant a lemezpiacon. Novai hat dalt jegyzett a lemezről (Kérdés, Százéves kút, Messze szálljon, Szép dal, Kövér a nap, Tűzben égő fények. 1974-ben Hollandiában a slágerlistán már első helyezettek voltak az Everybody join us és a Szélkakas című dalukkal.
Dalszerzőként is beindult a karrierje, a Made in Hungary 1974 dalfesztiválon az első helyen végzett Novai-S. Nagy a Csöngess be hozzám jóbarát című dallal.
1976-ban a Generál az első felállásban feloszlott, majd Charlie, Tátrai, Várkonyi, Novai, Solti, Póta részvételével újjáalakul. A funky stilus magyar adaptációja a Zenegép című lemezen jól hallható.
Ez a formáció Lengyelországban két angol nyelvű albummal, a Rockin and Rollin és a Heart of Rock lemezzel ért el sikereket, mely 1979-ig tartott.
1979-ig Kelet-Európában koncertezett. Nyugat-Berlinben az amerikai War együttes előzenekaraként akkora sikere volt, hogy a banda nyugat-európai turnéjára állandó előzenekarának kérték fel. Ez a hatalmas lehetőség sajnos meghiúsult az akkori politikai viszonyok miatt.
1979-ben a Generál együttesből való kilépése után felkérték az újjáalakuló Hungária együttesbe, ahol mint dalszerző, basszusgitáros, énekes és vokalista működött. Fenyő Miklóssal elismert szerzőpárost alkotott, számos népszerű slágert jegyeznek együtt, mint az Isztambul, Limbó-hintó, Hotel Menthol, Casino Twist, Cha-cha-cha, Multimilliomos jazzdobos stb.
Az 1981. évi Táncdalfesztivál szerzői díjának első helyezését érte el a Fenyő-Novai szerzemény, a Limbó-Hintó. 
Az együttes 1980-as Rock and Roll Party című albumán elénekelte a Casino Twist című dalt, mely egy csapásra a fiatalok egyik legkedveltebb twisztnótája lett. Az együttes 1981-es Hotel Menthol című albumán is énekelt egy twisztdalt, Ma már a twisttel senki nem viccel címmel. Chubby Checkerre emlékeztető hangja miatt Novait ekkortól nevezték a magyar twisztkirálynak. 1982-ben, az Aréna elnevezésű korongon Dollyval egy duettet is énekelt, amelynek címe Buzogány Árpád volt, illetve a Hidrogén bulvár című dal is az ő nevéhez fűződik. 
1983-ban, amikor a legendás Hungária feloszlott, Dollyval, Kékes Zoltánnal, Fekete Gyulával, Zsoldos „Dedy” Gáborral és Flipper Öcsivel együtt megalakította a Dolly Roll együttest, amellyel fényes sikereket ért el. Nevéhez olyan kedvelt dalok fűződnek, mint a Vakáció, Modern Románc, Arrivederci Amore, Let-kiss week-end, vagy az Elpattant egy húr. Több arany- és platinalemezt ért el a formációval. 
1989-től mint producer és zeneszerző is tevékenykedett. Zenét írt a népszerű Pa-dö-dő duónak; 
Bye Bye Szása című dallal az év dalszerzője lett. 
Dolgozott a Galla Miklós nevével fémjelzett GM49-nek is, majd 1991-ben a Rákóczi Kiadó zenei vezetője lett. A következő évben elhagyta a Dolly Rollt, és Sugár Berci nagylemezének producere és menedzsere lett. 
Megalakulásának 15. évfordulójára a Hungária egy évre ismét összeállt. Kiadtak egy új albumot Ébredj fel Rockandrollia címmel, ezen Novai a Hé, mister, Twist Minisztert énekelte. A Hungária a Népstadionban tartott fergeteges koncertet, amely az év koncertje lett, így Huszka Jenő-díjat kapott. 
1997-ben Fenyő Miklóssal együtt megalkották a Hotel Menthol című musicalt, amely hatalmas sikert lett. A Budapesti Operettszínház tűzte először műsorára, de a Győri Nemzeti Színházban is több évadon keresztül szerepelt a repertoárban. Fenyő Miklós szólókoncertjeinek állandó vendége, zenei vezetője és zenei producere ( Populart) volt, lemezein is közreműködött. Zeneszerzője volt olyan együtteseknek és előadóknak, mint a Unisex és Marcellina. 
1999-ben a Generál Budapest Sportcsarnokbeli koncertjén zenélt. 
2003-ban megalakította a Marót Viki és a Nova Kultúr Zenekart, mely főként a Generál, Hungária, Dolly Roll együttesben írt dalait, és a hatvanas évek magyar slágereit, a dalait adja elő, teljesen újszerű módon. A zenekar tagjai: Marót Viki, Novai Gábor, Cserjési András, Szabó Illés, Csicsák György, Pirisi László, Ágoston Gini, Ördög Dóri és Végh Balázs. A mai napig koncertező zenekar öt stúdióalbumot, egy remixalbumot és egy CD-maxi lemezt adott ki, több száz koncertet, több ezer koncertet játszott.
Az együttes 2023-ban ünnepelte 20 éves fennállását.

## Diszkográfia

### Generál
- Staféta (1973)
- Rockin' and Rollin' (1975)
- II. (1975)
- Zenegép (1977)
- Heart of rock (1978)
- Piros bicikli (1979)

### Hungária
- Rock and roll party (1980)
- Hotel Menthol (1981)
- Aréna (1982)
- Finálé (1983)
- Ébredj fel Rockandrollia (1995)
- Micsoda buli (koncertlemez, 1995)

### Dolly Roll
- Vakáció-ó-ó (1983)
- Eldoradoll (1984)
- Happy cocktail (1985)
- Oh-la-la (1986)
- Játék az élet (1987)
- Zakatol a szív (1988)
- Best of (1988)
- Dupla vagy semmi (1989)
- Ábrándos szép napok (1989)
- Ébreszd fel a szívemet! (1990)
- Rég volt, szép volt (1990)
- Gondolsz-e majd rám (1991)

### Marót Viki és Nova Kultúr Zenekar
- Engem nem lehet elfelejteni (2003)
- A tranzisztorkor hajnalán (2003) – CD-maxi
- Buli a Kultúrban (2005)
- Hangosfilm 2. (2006) – a Cotton Club Singers-szel közös, limitált kiadvány
- Egy kicsi mozgás (2007)
- Kulturmix (2008)
- Retúr (2009)
- Rock and Roll és kész! (2011)

## Film
- A Zámbó Jimmy élete ihlette sorozatban, A Királyban Király Dániel alakítja Novai Gábort.